# Modesta Sanginés Uriarte
Modesta Sanginés Uriarte (La Paz, 26 de febrer de 1832 - Pau, 5 de febrer de 1887) va ser una compositora i escriptora boliviana, reconeguda pel seu treball literari i periodístic, a més de per les seves composicions musicals.

## Biografia
Modesta Sanginés va néixer a La Paz, Bolívia, el 26 de febrer de 1832. Els seus pares eren el conegut juriconsultor Indalecio Calderón Sanginés i Manuela Uriarte Sagárnaga. El seu pare havia combatut al costat de Pedro Domingo Murillo i havia format part de la Junta Tuitiva de 1809. Després de la fundació de la República, va ser diputat per La Paz. Quan Modesta va tenir edat, va ingressar a l'establiment per a senyoretes dirigit per la cèlebre educadora xilena Dámasa Cabezón, qui havia arribat a Bolívia per encàrrec del general José Ballivián. Modesta va ser bona estudiant. Va estudiar també francès i italià, i va esdevenir una prodigiosa intèrpret de piano.
Asseguda al piano era quan se la podia jutjar ... Perdoneu-nos els artistes, disculpeu-nos les tocadores de piano, però creiem que Modesta Sanjinés era la millor de totes elles per la seva dolçor, sentiments i ejecución.
Tot i viure en una època en què les dones solteres no eren ben vistes, Modesta Sanginés va preferir la solteria més enllà del festeig d'Adolfo Ballivián (qui va arribar a demanar-li la mà), fill de el president de Bolívia José Ballivián, amb qui tocava el piano a dues mans i compartia la passió per l'art. Va ser també qüestionada per abandonar casa seva després de la mort dels seus pares, tot i que finalment s'hi va poder quedar sota la protecció del seu germà, Bernardino Sanginés Uriarte.
Modesta Sanginés va decidir viure sola i el 1863 va fundar, al costat de Bernardino Sagárnaga, la Societat Filharmònica de La Paz. El 1875 va crear el diari Jardincito de María, que després es va convertir en el Semanario Católico (1878).
El seu treball musical també va ser destacat: va crear més de 50 composicions entre masurques, valssos i nadales. Va treballar amb figures importants de l'època com Norberto Luna, Benedetto Vincenti i Eloy Salmón. Igualment, va exercir les seves aptituds musicals component música religiosa. Era també talentosa en el cant, de manera que l'anomenaven l'Alosa boliviana.
Va publicar set de les seves obres musicals a París, i va organitzar, a casa seva vetllades per a recaptar fons per als ferits i presoners de la Guerra del Pacífic. Va ser també, tot i que durant un curt període, professora d'idiomes.
Modesta Sanginés va ser a més coneguda per la seva filantropia, sobretot amb les dones. Va ser part de la Societat de Beneficència i va construir amb els seus propis diners una sala de l'Hospital Loaiza de la seva ciutat.
Va morir als 54 anys a Pau, al departament dels Pirineus Atlàntics francesos, on havia anat buscant-hi millorar la seva salut i ampliar els seus coneixements. El ministre pleniponteciari de Bolívia, Aniceto Arce, qui més tard seria President de la República, juntament amb la colònia boliviana a França, li van retre homenatges. Poc després, el seu germà va ordenar que les seves restes es traslladessin al seu país natal.

## Llegat

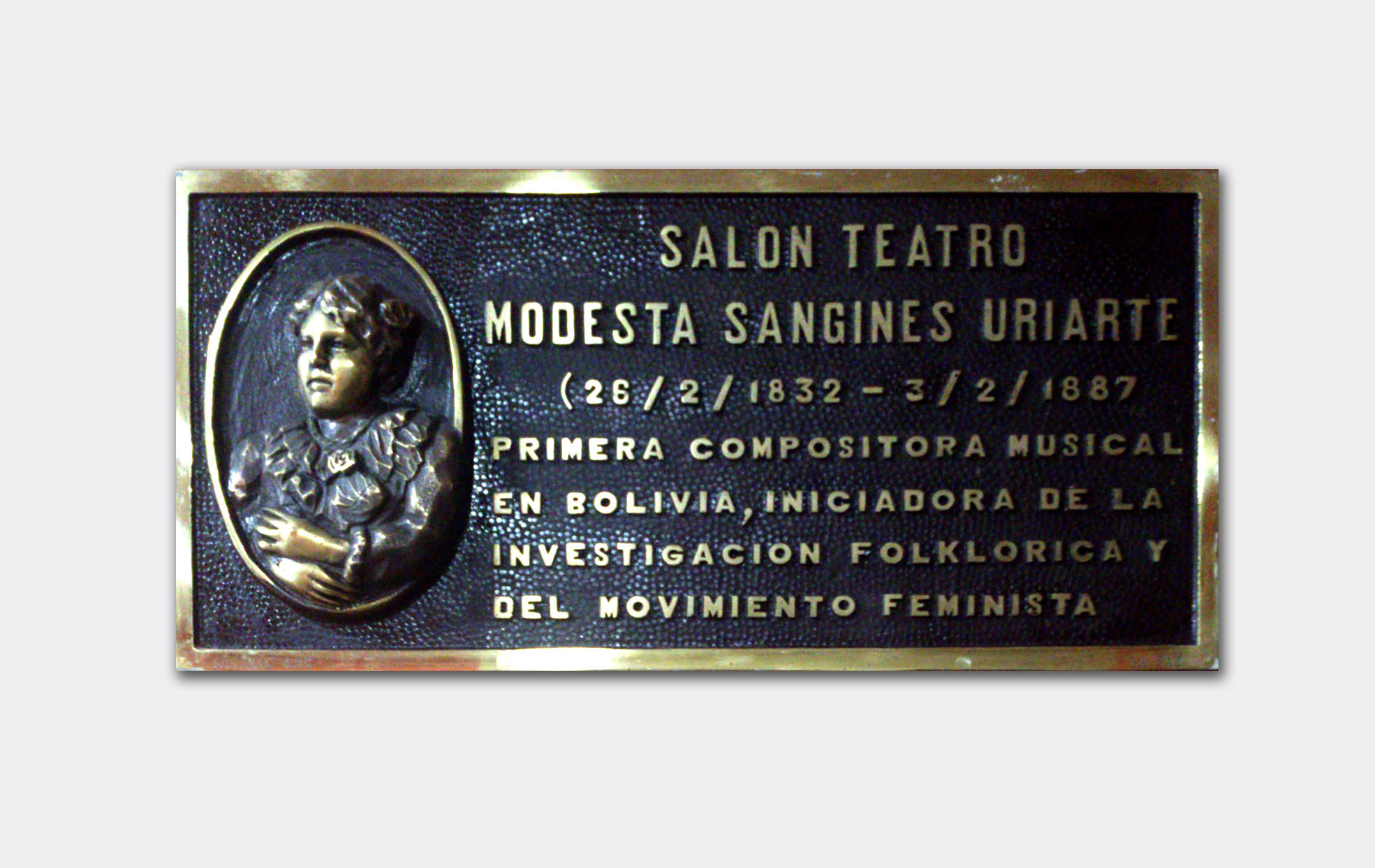
Placa de l'Auditori Modesta Sanginés Uriarte, a la Casa de la Cultura de La Paz, Bolivia.

La Casa de la Cultura Franz Tamayo, dependent de el Govern Autònom Municipal de La Paz, compta amb un auditori que porta el seu nom. També hi ha un col·legi públic amb el seu nom.

## Obra

### Musical
- Col·lecció de peces (1864-1880) titulada El Alto de la Alianza
- Plegaria a Jesús Crucificado
- Cantos a la Virgen
- Villancicos
- Variaciones sobre el tema del Himno Nacional
- La brisa del Uchamachi
- Arroyuelo
- Recuerdo de los Andes
- Zapateo Indio
- Pensamiento
- Recuerdo a la memoria del Dr. Rigoberto Torrico
- Olas del lago
- Los pajaritos
- Bailecito al gusto del país

### Literària
- Trabajos de aguja - nociones de economía doméstica - sencillas preparaciones para alimentos (1874)
- Llegenda El Desertor dins l'antologia Leyendas Nacionales
- Dos leyendas: "Las dos Claras" e "Hijo del Cóndor" (1876)
- A la muerte de mi madre